# Liste Münchner Straßennamen/V

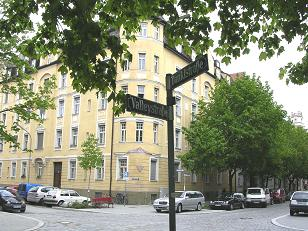
An der Valleystraße in Sendling

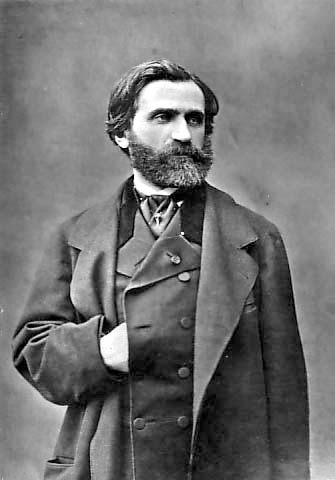
Giuseppe Verdi

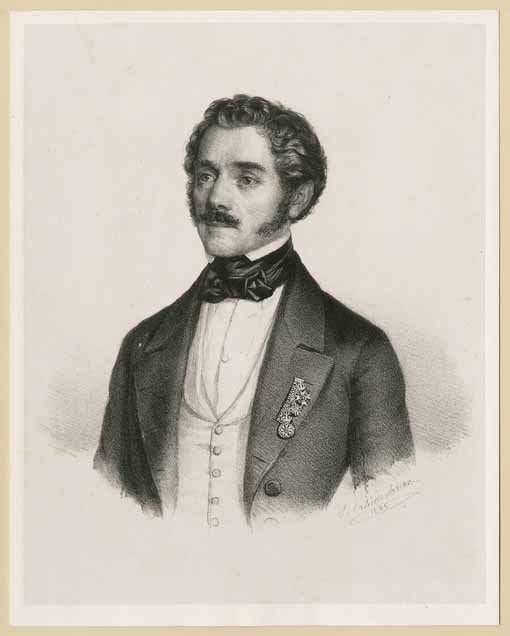
August von Frays

Die Liste Münchner Straßennamen listet Namen von Straßen und Plätzen der bayerischen Landeshauptstadt München auf und führt dabei auch die Bedeutungen und Umstände der Namensgebung an. Aktuell gültige Straßenbezeichnungen sind in Fettschrift angegeben, nach Umbenennung oder Überbauung nicht mehr gültige Bezeichnungen in Kursivschrift.
Aufgrund der großen Anzahl Münchner Straßennamen ist die Liste in alphabetisch sortierte Unterlisten aufgeteilt.
Vahrner Straße, Harlaching
(1927) Vahrn, Kurort bei Brixen in Südtirol
Valentin-Linhof-Straße, Trudering
(1981) Valentin Linhof (1854–1929), deutscher Fotokamerakonstrukteur, Erfinder und Firmengründer, der u. a. die erste Kamera aus Ganzmetall baute
Valeppstraße, Obergiesing
(1929) Valepp, Gebirgstal, Bach und Ansiedlung südlich des Spitzingsees
Vallettastraße, Riem
(2011) Valletta, Hauptstadt der Republik Malta
Valleyplatz, Sendling
(1904) Valley, oberbayerische Gemeinde
Valleystraße, Sendling
(1904) siehe vorstehend
Valpichlerstraße, Laim
(1901) Martin Valpichler, Handelsmann und Mitglied des Äußeren Rats der Stadt München, der während des Dreißigjährigen Krieges eine von 42 Geiseln der Schweden
Van-Eyck-Straße, Ramersdorf
(1955) Jan van Eyck (um 1390–1441), flämischer Maler des Spätmittelalters
Van-Gogh-Straße, Solln
(1961) Vincent van Gogh (1853–1890), niederländischer Maler
Vandalenstraße, Bogenhausen
(1935) Vandalen, ostgermanischer Volksstamm
Varnhagenstraße, Pasing
(1947) Karl August Varnhagen von Ense (1785–1858), deutscher Chronist, Erzähler, Biograph, Tagebuchschreiber und Diplomat
Veilchenstraße, Kleinhadern
(1938) Veilchen, Pflanzengattung in der Familie der Veilchengewächse
Veit-Pogner-Straße, Englschalking
(1933) Veit Pogner, Goldschmied, Gestalt aus der Wagner-Oper Die Meistersinger von Nürnberg
Veit-Stoß-Straße, Laim
(1904) Veit Stoß (1447–1533), Nürnberger Bildhauer
Veitshöchheimer Weg, Aubing
(1957) Veitshöchheim, Gemeinde im unterfränkischen Landkreis Würzburg
Veldener Straße, Pasing
(1951) Velden am Wörther See, Marktgemeinde und  Luftkurort in Kärnten
Veldensteinstraße, Aubing
(1947) Burg Veldenstein, erhaltene mittelalterliche Höhenburg oberhalb von Neuhaus an der Pegnitz etwa 50 Kilometer nordöstlich von Nürnberg
Verdistraße, Obermenzing
(1945) Giuseppe Verdi (1813–1901), italienischer Komponist
Verhoevenstraße, Neuperlach
(1981) Paul Verhoeven (1901–1975), deutscher Schauspieler, Regisseur, Theaterdirektor und Autor
Veronastraße, Neuperlach
(2020) Verona, Hauptstadt der gleichnamigen Provinz in der norditalienischen Region Venetien, seit 1960 Partnerstadt Münchens
Veroneser Straße, Giesing
(1957) Veroneser Mark, mittelalterliches Herrschaftsgebiet, dessen Territorium faktisch ganz Nordostitalien umfasste und dem Herzog von Bayern zu Lehen gegeben war
Veronikastraße, Waldtrudering
(1933) Veronika, weiblicher Vorname
Versailler Straße, Steinhausen
(1900) Versailles, französische Stadt, 1871 Ort der deutschen Kaiserproklamation (Anlass zur Straßenbenennung)
Vesaliusstraße, Allach
(1945) Andreas Vesalius (1514–1564), flämischer Anatom und Chirurg
Vestastraße, Lochhausen
(1955) Vesta, Lokomotive auf der ersten Münchner Eisenbahnteilstrecke
Veterinärstraße, Maxvorstadt
(vor 1812) Lage der 1790 eröffneten Tierarzneischule München, heute Tierärztliche Fakultät der Universität München
Viebigplatz, Laim
(1968) Clara Viebig (1860–1952), deutsche Erzählerin, Dramatikerin und Feuilletonistin
Viehofstraße,
(1879)
Vierheiligstraße, Harlaching
(1928) Josef Vierheilig (1846–1925), Magistratsrat in München

Joseph Victor von Scheffel

Viktor-Scheffel-Straße, Schwabing-West
(1903) Joseph Victor von Scheffel (1826–1886), deutscher Schriftsteller und Dichter
Viktoriaplatz, Schwabing-West
(1927) Victoria Adelaide Mary Louisa (1840–1901), Prinzessin von Großbritannien und Irland, ab 1888 als Gemahlin Friedrichs III. Königin von Preußen und Deutsche Kaiserin
Viktoriastraße, Schwabing-West
(1893) siehe vorstehend
Viktualienmarkt, Altstadt
(nach 1807) Markt für Lebensmittel (Viktualien)
Villacher Straße, Pasing
(1949) Villach, Stadt in Kärnten, Österreich
Vilniusstraße, Moosach
(2007) Vilnius, Hauptstadt Litauens
Vilshofener Straße, Bogenhausen
(1906) Vilshofen an der Donau, Stadt in Niederbayern
Vingerstraße, Neuhadern
(1947) Vinger, alte Münchner Ratsherrenfamilie
Vintschgauer Straße, Giesing
(1906) Vinschgau, oberster Teil des Etschtals in Südtirol (Italien)
Vinzenz-Schüpfer-Straße, Fürstenried
(1960) Vinzenz Schüpfer (1868–1955), Professor und Rektor an der Universität München
Vinzenz-von-Paul-Straße, Berg am Laim
(2003) Vinzenz von Paul (1581–1660), französischer Priester, Heiliger der römisch-katholischen Kirche
Violenstraße, Fürstenried
(1947) Violen, Pflanzengattung in der Familie der Veilchengewächse
Virchowstraße, Schwabing
(1908) Rudolf Virchow (1821–1902), deutscher Pathologe, Anthropologe, Prähistoriker und Politiker
Virgilstraße, Berg am Laim
(1956) Virgil (* um 700–784), Gelehrter des Frühmittelalters, heiliger Bischof der Diözese Salzburg und Abt des Klosters Sankt Peter

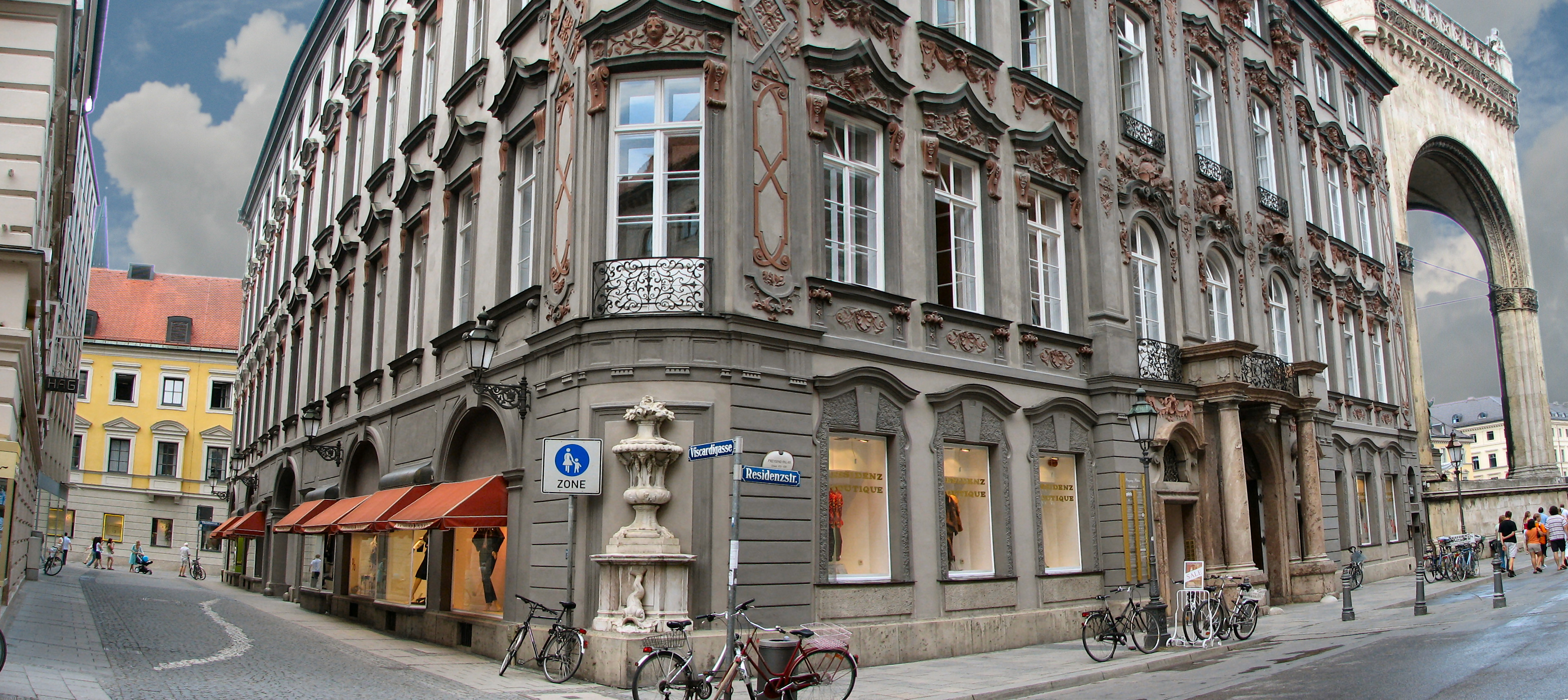
Viscardigasse (links)

Viscardigasse, Altstadt
(1931) Giovanni Antonio Viscardi (1645–1713), Barockbaumeister, im Volksmund Drückebergergasse genannt
Voelderndorffstraße, Schwabing-West
(1918) Otto Freiherr von Voelderndorff (1825–1899), deutscher Jurist, bayerischer Ministerialbeamter sowie Schriftsteller und Fachautor
Vogelanger, Solln
(1938) alter Flurname. Zuvor hieß die Straße  Steinstraße.
Vogelhartstraße, Milbertshofen
(1966) Vogelhar(d)t, Landschaftsbezeichnung
Vogelloh, Allach-Untermenzing
(1947) alter Flurname
Vogelweideplatz, Bogenhausen
(1900) Walther von der Vogelweide (um 1170 – um 1230) deutschsprachiger Lyriker des Mittelalters
Vogelweidestraße, Bogenhausen
(1899) siehe vorstehend
Vogesenstraße, Trudering
(1933) Vogesen, Mittelgebirge in Ostfrankreich
Voglerstraße, Aubing
(1947) Georg Joseph Vogler (1749–1814), deutscher Komponist, Organist, Kapellmeister, Priester, Musikpädagoge und Musiktheoretiker
Voglmaierstraße, Neuhadern
(1947) Vog(e)lmaier, Münchner Ratsherrenfamilie
Vohburger Straße, Laim
(1912) Vohburg an der Donau, Stadt im oberbayerischen Landkreis Pfaffenhofen an der Ilm
Voitlweg, Lochhausen
(1966) Voitl, alter Hausname
Voitstraße, Moosach
(1928) August von Voit (1801–1870), deutscher Architekt
Völckerstraße, Freimann
(1931) Karl Ritter von Völcker (1864–1928), Präsident der Reichsbahndirektion München
Volckmerstraße, Giesing
(1899) Tobias Volckmer (1586–1659), Mathematiker, Goldschmied, Kupferstecher und Geodät
Volkartstraße, Neuhausen
(1891) Rudolf Volkart († 1465), Gelehrter der Theologie und Medizin
Volksgartenstraße, Nymphenburg
(1914) Volksgarten, ehemalige Vergnügungsstätte
Vollmannstraße, Bogenhausen
(1928) Remigius Vollmann (1861–1928), bayerischer Oberlehrer und Heimatforscher
Vollmarstraße, Harlaching
(1945) Georg von Vollmar (1850–1922), deutscher Politiker
Volmstraße, Pasing
(1961) Wilhelm Volm (1848–1915), Pasinger Bürger und Stadtrat
Volpinistraße, Nymphenburg
(1904) Giuseppe Volpini (1670–1729), italienischer Bildhauer und Stuckateur
Voltzweg, Solln
(1956)
Ludwig Gustav Voltz (1825–1911), Maler und dessen Bruder
Johann Friedrich Voltz (1817–1886)
Von-der-Pfordten-Straße, Laim
(1901) Ludwig Freiherr von der Pfordten (1811–1880), bayerischer und sächsischer Rechtswissenschaftler und Politiker
Von-der-Tann-Straße, Maxvorstadt
(1873) Ludwig Freiherr von und zu der Tann-Rathsamhausen (1815–1881) bayerischer General der Infanterie
Von-der-Vring-Straße, Englschalking
(1984) Georg von der Vring (1889–1968), deutscher Schriftsteller und Maler
Von-Erckert-Platz, Waldtrudering
(1937) Friedrich von Erckert (1869–1908), deutscher Offizier der Kaiserlichen Schutztruppe
Von-Erckert-Straße, Waldtrudering
(1933) siehe vorstehend
Von-Frays-Straße, Pasing
(1947) August von Frays (1790–1863), bayerischer Generalmajor, Kammerherr und Hoftheater-Intendant
Von-Goebel-Platz, Nymphenburg
(1935) Karl Immanuel von Goebel (1855–1932), deutscher Botaniker
Von-Gravenreuth-Straße, Waldtrudering
(1933) Karl von Gravenreuth (1858–1891), bayerisch-deutscher Offizier und Forschungsreisender
Von-Haller-Straße, Allach-Untermenzing
(1955) Albrecht von Haller (1708–1777), Schweizer Mediziner, Arzt und Naturforscher, Dichter und Wissenschaftspublizist
Von-Heydebreck-Straße, Waldtrudering
(1933) Joachim von Heydebreck (1861–1914), preußischer Oberstleutnant
Von-Kahr-Straße, Allach-Untermenzing
(1947) Gustav von Kahr (1833–1905), deutscher Verwaltungsjurist, und sein Sohn Gustav von Kahr (1862–1934), bayerischer Generalstaatskommissar; 1964 umgewidmet auf allein den Vater
Von-Knoeringen-Straße, Neuperlach
(1973) Waldemar von Knoeringen (1906–1971), deutscher Politiker
Von-Reuter-Straße, Allach-Untermenzing
(1947) Eduard von Reuter (1855–1942), bayerischer Baubeamter
Vorderrißstraße, Gartenstadt Trudering
(1921) Vorderriß, Ortsteil der Gemeinde Lenggries im oberen Isarwinkel im oberbayerischen Landkreis Bad Tölz-Wolfratshausen
Vorherstraße, Allach-Untermenzing
(1947) Gustav Vorherr (1778–1847), deutscher Architekt und bayerischer Baubeamter
Vorhoelzerstraße, Solln
(1956) Robert Vorhoelzer (1884–1954), Architekten und Rektor der Technischen Hochschule München
Vosslerstraße, Laim
(1953) Karl Vossler (1872–1949), deutscher Literaturhistoriker, Dante-Forscher und Romanist
Voßstraße, Untergiesing
(1902) Johann Heinrich Voß (1751–1826), Dichter und Übersetzer antiker Autoren
Vulpiusstraße, Waldperlach
(1931) Christiane Vulpius (1765–1816), seit 1806 Johann Wolfgang von Goethes Ehefrau